# Margaritiphaedusa
Margaritiphaedusa is een geslacht van weekdieren uit de  familie van de Clausiliidae.

## Soorten
De volgende soorten zijn bij het geslacht ingedeeld:
- Margaritiphaedusa cristina (Gredler, 1888)
- Margaritiphaedusa hensaniensis (Gredler, 1901)
- Margaritiphaedusa hunyadii Grego & Szekeres, 2017
- Margaritiphaedusa margaritifera (Bavay & Dautzenberg, 1909)
- Margaritiphaedusa principalis (Gredler, 1881)
- Margaritiphaedusa protrita (Gredler, 1887)
- Margaritiphaedusa rusticana (H. Nordsieck, 1998)
- Margaritiphaedusa whitteni (H. Nordsieck, 2012)
- Margaritiphaedusa ziyuanensis (Chen & Zhang, 1999)